# Santa Maria Coghinas
Santa Maria Coghinas település Olaszországban, Szardínia régióban, Sassari megyében. Lakosainak száma 1307 fő (2023. január 1.). Santa Maria Coghinas Bortigiadas, Bulzi, Perfugas, Sedini, Valledoria és Viddalba községekkel határos.

## Népesség
A település lakossága az elmúlt években az alábbi módon változott:
| Lakosok száma | 1390 | 1391 | 1307 |
|               | 2017 | 2018 | 2023 |